# Bielorrusia en los Juegos Olímpicos de Lillehammer 1994
Bielorrusia estuvo representada en los Juegos Olímpicos de Lillehammer 1994 por un total de 33 deportistas que compitieron en 7 deportes.  
El portador de la bandera en la ceremonia de apertura fue el patinador de velocidad Igor Zhelezovski.

## Medallistas
El equipo olímpico bielorruso obtuvo las siguientes medallas:
| Nombre               | Deporte               | Competición        |
| -------------------- | --------------------- | ------------------ |
| Oro                  |                       |                    |
| —                    |                       |                    |
| Plata                |                       |                    |
| Svetlana Paramyguina | Biatlón               | Velocidad 7,5 km F |
| Igor Zhelezovski     | Patinaje de velocidad | 1000 m M           |
| Bronce               |                       |                    |
| —                    |                       |                    |